# 波蘭的金加
波蘭的聖金加（波蘭語：Święta Kinga，1224年3月5日—1292年7月24日），阿爾帕德的匈牙利公主，克拉科夫-桑多梅日公爵夫人、波列斯瓦夫五世的配偶，處女，及一名天主教聖女、波蘭和立陶宛的主保聖人。
她是匈牙利國王貝拉四世與王后瑪麗亞·拉斯卡里娜的女兒，生於埃斯泰爾戈姆。她不甘願的嫁給克拉科夫親王之子博萊斯瓦夫五世（波蘭語：Bolesław Wstydliwy），當博萊斯瓦夫繼承親王之位後她成了親王妃。相傳這對夫妻雖然有婚姻關係，但是都因自身的虔誠而立誓守貞而無夫妻之實，會有婚姻也只是礙於政治聯姻。
在她與其親王丈夫的統治時期，她熱心的投注於公益事業，並關心的照料窮人與痲瘋病人。當她的丈夫於她1279年過世而她守寡後，她選退隱到位於山德特（今日的舊松奇）的一間貧窮修女院。她在該處於信仰生活和祈禱中度過餘生，並拒絕他人以對待一名前波蘭的大公夫人的態度對待她。

1690年教宗亞歷山大七世為金加宣福。1695年她被列為波蘭及立陶宛的主保聖人。1999年6月16日，與她同樣來自波蘭的教宗若望保祿二世將她宣布為聖人。

## 维利奇卡盐矿
關於聖金加有個故事是與波蘭知名的文化遺產维利奇卡盐矿有關的。傳說當金加要嫁給博萊斯瓦夫時，她要求一個鹽礦作為嫁妝，原因是波蘭缺鹽。當時其父貝拉四世就將一個鹽礦贈與給她。金加將她的訂婚戒指丟入其中作為憑據。當她嫁到克拉科夫後要求一名礦工挖掘某處，結果發現一個鹽礦，並且在其中一塊岩鹽中赫然發現她的結婚戒指，也因此聖金加也成了鹽礦工的主保。為了紀念此事跡维利奇卡盐矿的礦工在礦坑中用岩鹽建造及雕刻出一個小禮拜堂，並以她命名。